# ウンビニリウム
ウンビニリウム（羅: Unbinilium）は、原子番号120にあたる超重元素の一時的な仮名（元素の系統名）である。この名称と記号はそれぞれ系統的なIUPAC名の記号であり、元素が発見され、確認され、恒久的な名前が決定されるまで使われる。ラジウムの下に位置し、「エカラジウム」（羅: eka-Radium）とも呼ばれる。2023年現在、発見報告例もない完全な未発見元素となっている。

## 歴史
ウンビニリウムは長い半減期を期待され研究が盛んだが、複合核反応後の中性子過剰核から蒸発中性子が飛び出す前に自発核分裂を起こしてしまい、崩壊系列を利用した検出ができずにいる。
2000年から2008年にかけて、フレロフ核反応研究所でウンビニリウム302の核分裂特性が研究された。
プルトニウムと鉄から元素合成する実験が行われたが、自発核分裂により検出できなかった。
{\displaystyle \,_{94}^{244}\mathrm {Pu} +\,_{26}^{58}\mathrm {Fe} \to \,_{120}^{302}\mathrm {Ubn} ^{*}\to \ fission\ only}
その後、設備を拡張してウランとニッケルでも試みたが、これも成功しなかった。
{\displaystyle \,_{92}^{238}\mathrm {U} +\,_{28}^{64}\mathrm {Ni} \to \,_{120}^{302}\mathrm {Ubn} ^{*}\to \ fission\ only}
2007年から2008年にかけて、重イオン研究所で追試が3回行われたが、否定的な結果に終わっている。
2008年、フランス国立重イオン加速器研究所の研究チームが、天然ニッケルを使用する新手法で複数同位体の半減期研究を試みている。
{\displaystyle \,_{92}^{238}\mathrm {U} +\,_{28}^{nat}\mathrm {Ni} \to \,^{296,298,299,300,302}\mathrm {Ubn} ^{*}\to \ fission.}
2009年以降、重イオン研究所と理化学研究所でキュリウム248を標的とする超重元素の合成が研究されている。
一部の報道によると、理化学研究所は2012年9月29日にウンビニリウムをウンウンエンニウムと共に合成・発見する方針を明らかにしたとされ、理研の発見した113番元素の特設ページにおいても、次なる挑戦として「119番、120番元素への挑戦」と題したページが開設されている。ウンビニリウムは、キュリウムとクロムの衝突によって作られる。
2021年5月、ロシアのドゥブナ合同原子核研究所(JINR)は、新しい設備で249Cf+50Tiの合成を調査する計画を発表した。249Cfターゲットは、アメリカ合衆国テネシー州オークリッジのオークリッジ国立研究所で製造され、50Tiビームはフランスのアルザス地域圏ストラスブールのフーベルト・キューリアン多分野研究所(IPHC)(en:Hubert Curien Pluridisciplinary Institute)で製造される予定である。もしロシアとアメリカの外交関係によりこれが不可能な場合、ロシア製の248Cmターゲットとフランス製の54Crビームを使用した248Cm+54Crを代わりに用いて合成される可能性があるが、反応断面積(核反応を起こす割合を表す尺度)はおそらく3分の1から10分の1程度になると予想される。
2022年3月に原子核物理学者のユーリイ・オガネシアンは、248Cm+54Crの反応を用いて120番元素を合成する方法の検討について、JINRで講演を行った。
2023年に、JINRのGrigory Trubnikov所長は、120番元素の合成実験を2025年に開始予定であることを明らかにした。

## 性質
第2族元素である。
原子番号120は陽子の魔法数なので、ウンビニリウムは前後の核種より安定で長い半減期を持つ可能性が高い。さらに中性子の魔法数である184を併せ持つ（安定の島）ウンビニリウム304は、半減期が数年に及ぶと予想されており、目に見える物体として物理的・化学的性質を測定できる期待がもたれている。